# Tanaoctena
Tanaoctena là một chi bướm đêm thuộc họ Yponomeutidae.

## Các loài
- Tanaoctena collina - Turner, 1926
- Tanaoctena coptila - Turner, 1913
- Tanaoctena dubia - Philpott, 1931
- Tanaoctena indubitata - Clarke, 1971